# Teatre-Casino Municipal (Caldes de Malavella)
El Teatre-Casino Municipal és un edifici al nucli urbà de Caldes de Malavella (Selva). Està situat al carrer del Mossèn Cinto Verdaguer, fent cantonada amb el carrer Mestre Mas i Ros. És una obra inclosa en l'Inventari del Patrimoni Arquitectònic de Catalunya.

## Descripció
L'edifici, de planta baixa i pis, està cobert per una teulada a quatre vessants, i a la part posterior hi ha un petit cos adossat, que està cobert per un terrat. A la façana principal, la del carrer Mossèn Cinto Verdaguer i que queda amagada pels arbres que hi ha a la plaça del davant, trobem la porta d'entrada principal en arc pla. La porta queda tancada per unes portes de vidre, en les quals hi diu "Local Social del Casino". Sobre la porta d'entrada, i a l'altura del segon pis, hi ha tres obertures petites, en arc de mig punt, la central amb les impostes amb motllures de filet. La finestra central està lleugerament més amunt que les laterals. Aquestes finestres a la part superior, a l'altura de l'arc, estan tapades per un cercle de fusta, i en la part restant, tancades amb finestres de vidre. Un curiós ampit de finestra esdevé un element decoratiu més, a la vegada que és una mena de frontó i trencaaigües de la porta d'entrada, perquè la seva estructura és la d'un frontó semicircular, interromput en el primer tram per un arc de mig punt a la inversa, que coincideix més o menys amb l'arc de les finestres laterals, creant tot un joc de ritmes. Al nivell de la finestra central, és una motllura. Sobre les finestres hi ha un trencaaigües en arc de mig punt.
A dreta i esquerra de la porta d'entrada, hi ha tres grups de finestres, que segueixen el mateix tipus de decoració de l'obertura triple que trobem sobre la porta d'entrada. No hi ha, però, timpà - ampit, però si un ampit corrent. Dels pilars de la finestra central, en surten dues lasenes (prolongació dels mateixos pilars), creant així tres cossos independents (com si fossin fornícules poc profundes) que formen un tot unitari amb les tres finestres del seu grup, i en general amb tots els grups. Una cornisa marca la separació de la planta baixa i el pis. Tota aquesta estructura, repetida, crea un ritme que dona harmonia a l'edifici.
Al costat lateral esquerre d'aquesta façana, hi ha una altra porta d'entrada que dona accés al teatre-cinema. Aquest accés va ser adequat el 1997, després que uns anys abans, els anys 1980, s'haugés enderrocat el pis que els anys 1940 s'hi havia adossat. Aquesta façana segueix la mateixa estructura que la façana del carrer Mossès Cinto Verdaguer. La façana del carrer Mestre Mas i Ros, també presenta la mateixa estructura, amb quatre grups d'iguals característiques que els descrits, però amb una petita diferència: les finestres de la part superior són cegues, i en canvi les "fornícules" de la part inferior aquí són finestres.
Totes les obertures, es troben protegides en conjunt, per un trancaaigües que marca el pas del segon pis al teulat. El teulat no és visible, ja que una mena de barana l'amaga. (Originàriament, almenys el 1929 tal com podem veure per una fotografia del casino de la guia de la població, el teulat era visible, i a la façana del carrer Mestre Mas i Ros, hi havia, coronant la façana, una mena d'antefixes). A la part posterior hi ha un cos afegit. Per aquí s'accedeix al casal. Totes les façanes estan pintades de color vainilla, i els elements decoratius de color cru.